# Bahnhof Bad Kreuznach
Der Bahnhof Bad Kreuznach ist ein Bahnhof in der Stadt Bad Kreuznach. Er ist ein Keilbahnhof und gehört der Preisklasse 3 an. Hier trennen sich die Nahetalbahn und die Bahnstrecke nach Gau Algesheim. In Betrieb genommen wurde der Bahnhof am 18. Mai 1905. Er liegt südöstlich der Innenstadt und befindet sich im Tarifgebiet des Rhein-Nahe-Nahverkehrsverbundes (RNN).

## Geschichte

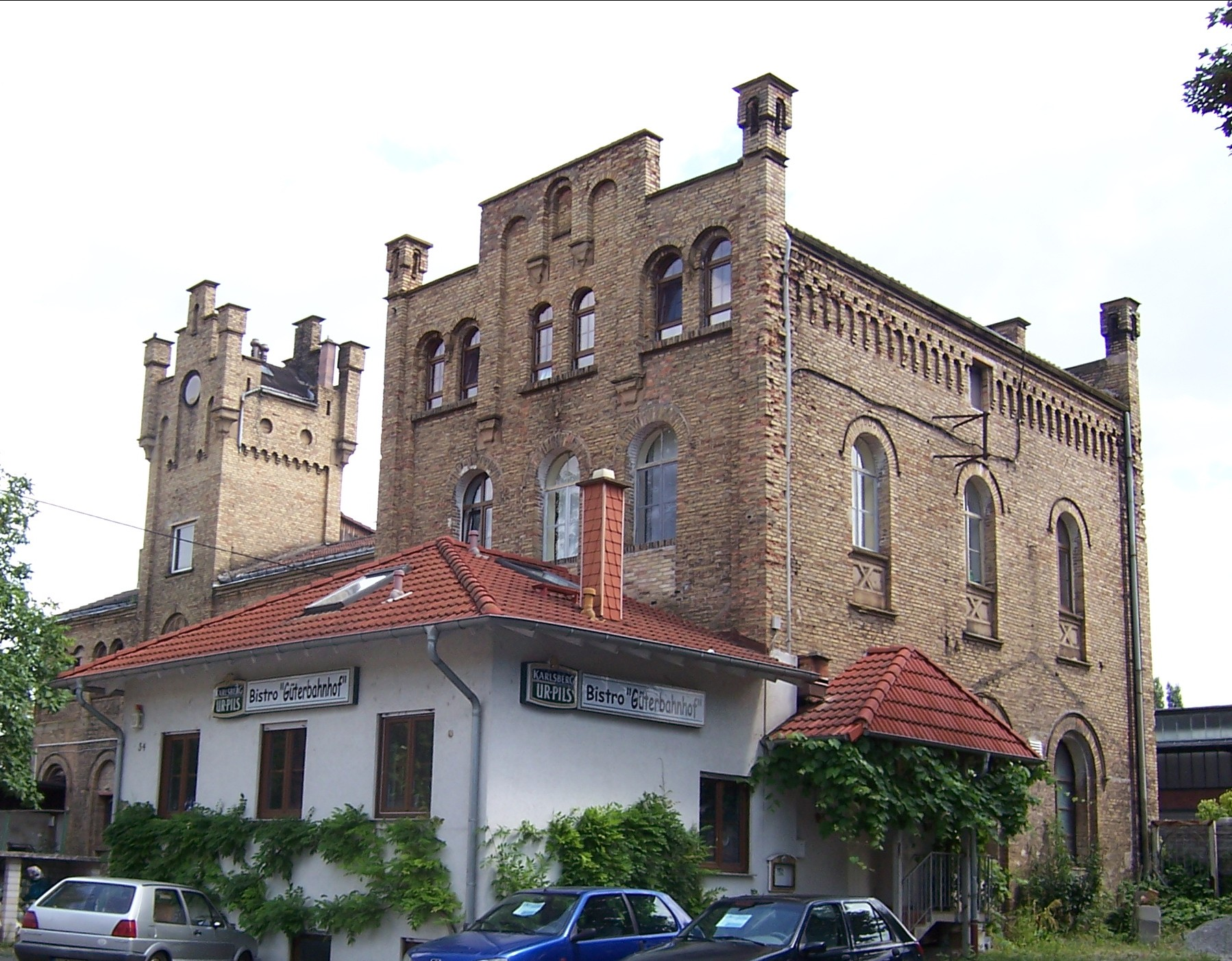
Ehemaliger Stadt- und späterer Güterbahnhof

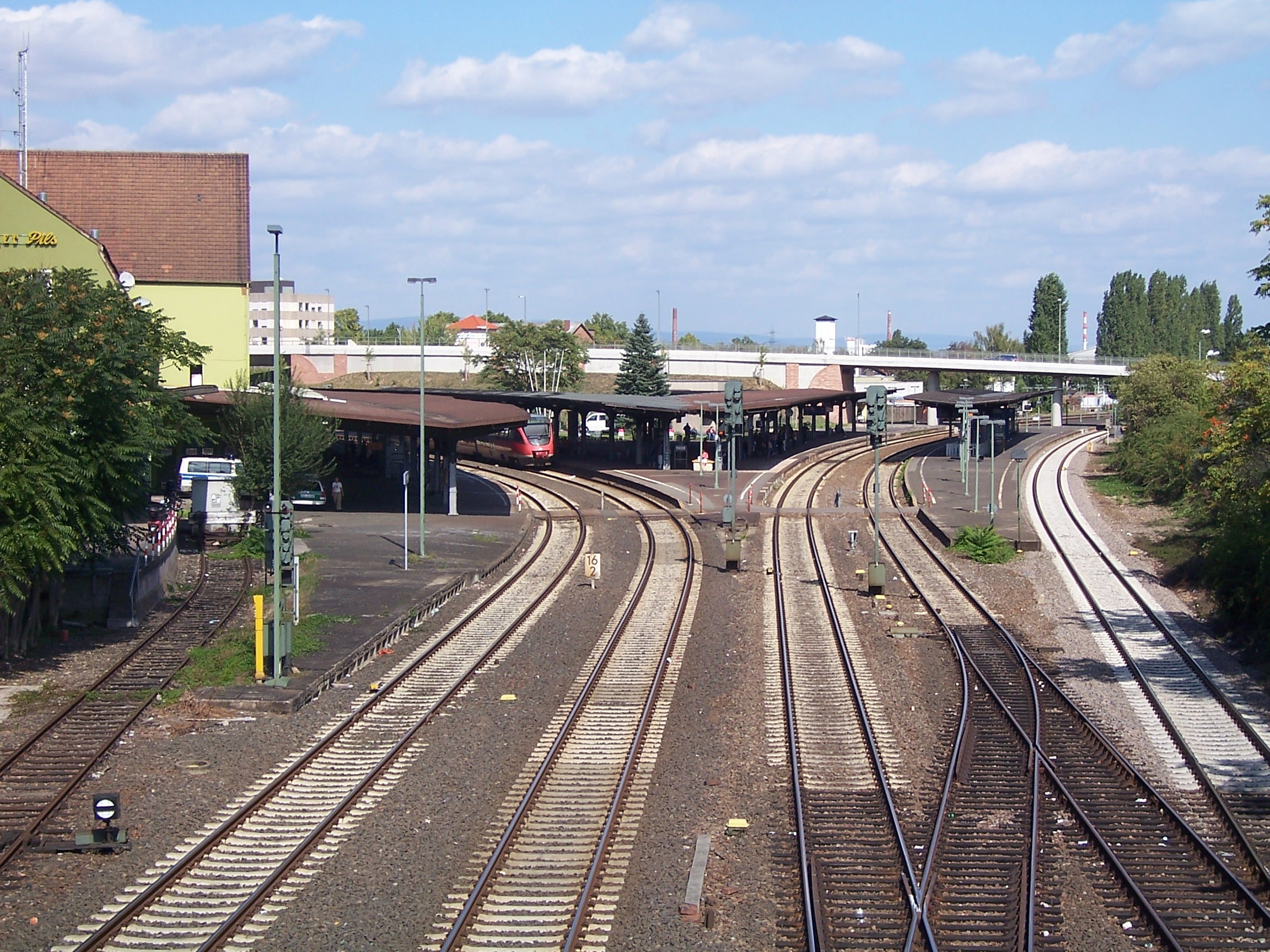
Gabelung der Gleise

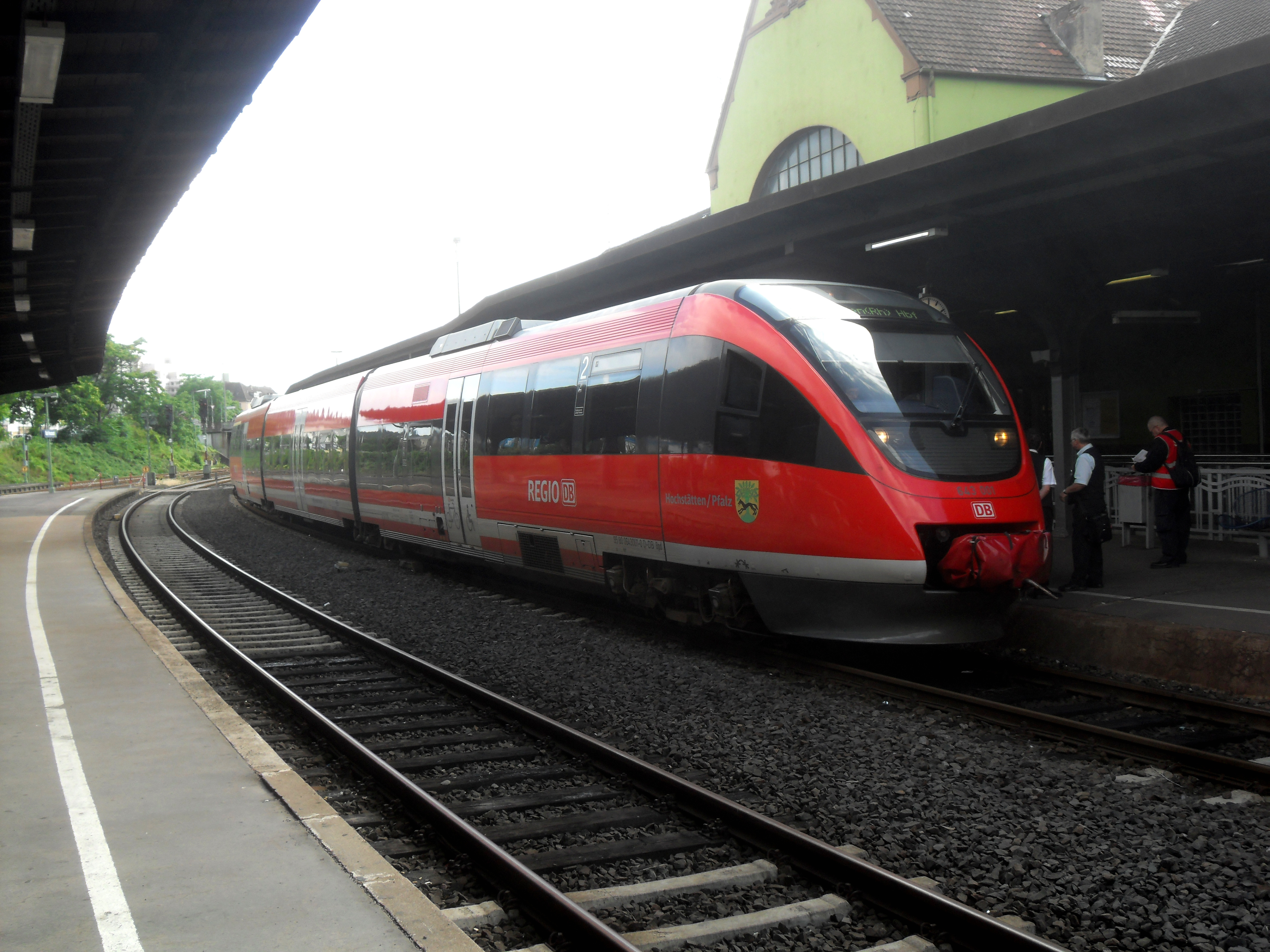
Triebwagen des Typs Bombardier Talent auf der Regionalbahn-Linie 65 auf dem Weg nach Bingen (Rhein) Hauptbahnhof

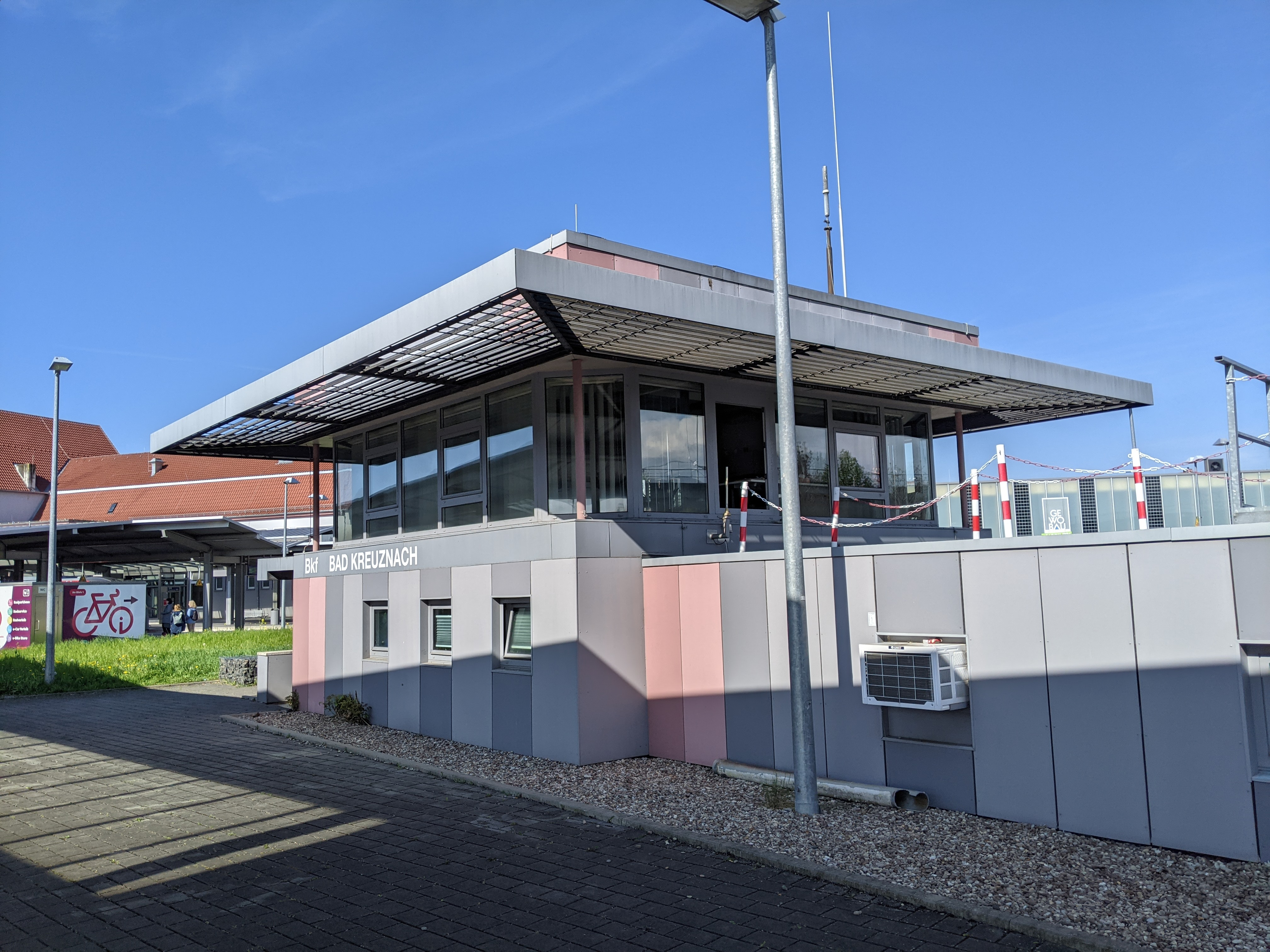
Stellwerk Bad Kreuznach

### Vorgänger
Der erste Bahnhof, „Kreuznach Stadt“, in Bad Kreuznach wurde 1858 an der Nahetalbahn links der Nahe eröffnet, wo sich heute der ehemalige Güterbahnhof befindet. Zwischenzeitlich bestand dort Anschluss zu den Kreuznacher Kleinbahnen. Am 1. Juni 1864 wurde ein zweiter Bahnhof in Bad Kreuznach mit der Bezeichnung Kreuznach „Bad“ im Süden der Stadt, rechts der Nahe, eröffnet, um den südlichen Teil der Stadt mit dem Kurgebiet besser zu erschließen. Der Stadtbahnhof befand sich allerdings in ungünstiger Lage, da es dort kaum Ausdehnungsmöglichkeiten für die Stadt gab, dies aber erforderlich schien, um den steigenden Kurgastzahlen gerecht zu werden.

### Heutige Anlage
Der heutige Bahnhof entstand durch militärische Planungen. Mit dem Bau und der Eröffnung der Bahnstrecke nach Gau-Algesheim am 14. Mai 1902 wurde der heutige Bahnhof in Betrieb genommen. Durch dessen Lage sind beide Stadtteile gleichermaßen an das Bahnnetz angeschlossen. Der Bahnhof erhielt – insbesondere wegen der nun viergleisigen Strecke nach Bad Münster am Stein – 1904 ein neues Stellwerk. Die beiden anderen Bahnhöfe wurden für den Personenverkehr geschlossen, da sie nur jeweils etwa 1 km vom neuen Bahnhof entfernt lagen, der Bahnhof Kreuznach „Bad“ noch 1905, der Bahnhof „Kreuznach Stadt“ zum 1. März 1910. Zugleich wurde er in „Kreuznach Güterbahnhof“ umbezeichnet. Das neue Empfangsgebäude entstand zwischen 1905 und 1908 nach einem Entwurf von Fritz Klingholz. Entwürfe für die Verglasung machte Ernst Plattner aus Mannheim. Der Bahnhof sollte ursprünglich die Bezeichnung „Kreuznach Gabelung“ tragen. Das stieß aber auf Kritik, da es negativ auf Kurgäste wirken könnte. Nach Bestreben des Kreuznacher Kurvereines wurde der neue Bahnhof schließlich Bad Kreuznach genannt. Mit der Eröffnung des neuen Bahnhofes verlagerte sich die Stadtentwicklung auf die rechte Naheseite in den Nordosten der Stadt.
Zum 1. April 1926 wurde der Lokomotivbahnhof Kreuznach aufgehoben. 1968 erhielt der Bahnhof ein Drucktastenstellwerk der Bauart SpDrS-60, das die drei bis dahin vorhandenen Stellwerke ersetzte.
Von 1965 bis 1979 hielt im Bahnhof der Munzinger-Express von Zweibrücken nach Mainz. Bis 1990 verkehrten Fernzüge (Frankfurt–Paris oder Dortmund–Pirmasens) durch Bad Kreuznach.

## Aufbau
Der Bahnhof ist ein Keilbahnhof mit fünf Gleisen an drei Bahnsteigen. Auf den Gleisen 1 und 2 verkehren Züge in Richtung Kaiserslautern und Bingen auf der Nahetalbahn. Auf den Gleisen 3 bis 5 fahren Züge nach Mainz/Frankfurt am Main bzw. Saarbrücken. Anders als bei den meisten anderen Keilbahnhöfen befindet sich das Bahnhofsgebäude nicht in der Keilspitze, sondern steht parallel zur älteren Nahetalbahn an der Westseite vom Hausgleis 1; nördlich des Empfangsgebäudes besteht jedoch keine direkte Verbindung zwischen den Gleisen mehr. Der mittlere Bahnsteig zwischen den Gleisen 2 und 3 ist aufgrund der auseinanderlaufenden Gleise wesentlich größer als die beiden äußeren Bahnsteige. Auf diesem Bahnsteig steht zusätzlich das Gebäude des Fahrdienstleiters. Der Bahnhof besitzt außerdem einen Zugang aus nördlicher Richtung von der Burgenlandstraße sowie in südlicher Richtung von der Bosenheimer Straße.
An den Gleisen außerhalb des Bahnhofes, die in Richtung Mainz führen, befinden sich zusätzlich Abstellgleise, die sowohl von der DB als auch von vlexx genutzt werden.
Das Empfangsgebäude ist mit einer Bäckerei, einem Zeitschriftenladen sowie einem Reisezentrum der Deutschen Bahn ausgestattet. Die Bahnsteige sind mit Sitzgelegenheiten und Verkaufsautomaten versehen. Von Sommer 2011 bis September 2014 wurde der Bahnhof nach einem vorausgegangenen Streit zwischen der Stadt und der Deutschen Bahn grundlegend saniert. Dabei wurden die Bahnsteige erhöht und alle Bahnsteige barrierefrei sowie eine neue Bahnsteigüberdachung gebaut. Des Weiteren erhielt der Bahnhof einen zusätzlichen Zugang an der Südseite zur Bosenheimer Straße. Am 24. Januar 2014 eröffnete eine Filiale von McDonald’s in den Räumen der ehemaligen Gaststätte „Bacchus“ im Gebäude des Bahnhofes. Diese wurde im November 2024 geschlossen. Seit 2017 befindet sich außerdem eine Filiale der Firma Ditsch im Gebäude des Bahnhofs. 
Der Bahnhofsvorplatz trägt den Namen Europaplatz. Hier befindet sich der Busbahnhof, von welchem die Bad Kreuznacher Stadtteile und umliegenden Orte von den Bad Kreuznacher Stadtwerken und dem ORN angefahren werden. Außerdem befinden sich hier ein Taxistand sowie öffentliche Toiletten. Unter dem Bahnhofsvorplatz liegt eine Tiefgarage. Im Dezember 2020 wurde eine neben dem Bahnhofsgebäude liegende Mobilitätsstation mit Fahrradparkplätzen eröffnet.

## Verbindungen
Der Bahnhof wird täglich von ca. 5000 Reisenden genutzt. Im Dezember 2014 erfolgte ein Wechsel bei den Zugbetreibern von DB Regio auf das Privatunternehmen Vlexx GmbH. Auf der Nahetalbahn verkehren Regionalbahnen in Richtung Bingen sowie in Richtung Kaiserslautern ab Bad Münster auf der Alsenztalbahn, welche stündlich fahren. Auf der Strecke Mainz–Türkismühle verkehrt stündlich eine Regionalbahn. Nach Mainz bzw. Saarbrücken fährt jede Stunde ein Regional-Express. Im Zweistundentakt besteht eine direkte Verbindung nach Frankfurt am Main.
| Linie | Strecke | Taktfrequenz                                                                              |
| ----- | --- | ----------------------------------------------------------------------------------------- |
| RE 3  | Nahe-Express Saarbrücken – Neunkirchen(Saar) – Ottweiler (Saar) – Türkismühle – Idar-Oberstein – Bad Kreuznach – Mainz (– Frankfurt(Main)) | Stundentakt (bis Mainz), Zweistundentakt (bis Frankfurt)                                  |
| RE 17 | Koblenz – Boppard – Bingen – Bad Kreuznach – Kaiserslautern                                                                                | Zweistundentakt                                                                           |
| RE 15 | Kaiserslautern – Rockenhausen – Bad Kreuznach – Mainz – Bodenheim                                                                          | morgens ein Zugpaar nach Mainz, abends ein Zugpaar nach Kaiserslautern montags – freitags |
| RB 33 | Nahetalbahn Idar-Oberstein – Kirn – Bad Kreuznach – Ingelheim am Rhein – Gau-Algesheim – Mainz Hbf                                         | Stundentakt                                                                               |
| RB 65 | Alsenztalbahn Kaiserslautern – Enkenbach-Alsenborn – Winnweiler – Rockenhausen – Bad Kreuznach – Langenlonsheim – Bingen(Rhein)            | Stundentakt                                                                               |
|       | | Stand: 10. Dezember 2023                                                                  |